# Пшебендув
Пшебендув (пол. Przebendów) — село в Польщі, у гміні Вадовиці-Ґурні Мелецького повіту Підкарпатського воєводства.
Населення — 444 особи (2011).
У 1975-1998 роках село належало до Тарновського воєводства.

## Демографія
Демографічна структура станом на 31 березня 2011 року:
|          | Загалом | Допрацездатний вік | Працездатний вік | Постпрацездатний вік |
| -------- | ------- | ------------------ | ---------------- | -------------------- |
| Чоловіки | 224     | 65                 | 135              | 24                   |
| Жінки    | 220     | 60                 | 130              | 30                   |
| Разом    | 444     | 125                | 265              | 54                   |